# Стоянов, Костадин
Костади́н Стоя́нов Стоя́нов (болг. Костадин Стоянов Стоянов; 2 мая 1986, Сливен, Болгария) — болгарский футболист, игравший на позиции центрального защитника.

## Карьера

### Клубная
Костадин Стоянов родился 2 мая 1986 года в городе Сливене в семье агронома и воспитательницы детского сада. В 8 лет начал играть в футбол в местном клубе. В 2002 году, когда ему было 16 лет, был принят в школу «Черноморца» (Бургас). Дебютировал в первой команде «акул» в сезоне 2004/05. Первый матч провёл против «Литекса», выйдя на поле во втором тайме. После вылета команды во второй дивизион Стоянов отыграл всего 5 игр. Начался непростой для него период, сопряжённый с многочисленными травмами, которые сопровождали его до конца сезона. Затем футболист переходит в «Загорец», в котором он отыграл 2 сезона. В июне 2007 года он переходит в «Сливен». После двух хороших сезонов в «Сливене» 24 июня 2009 года он подписал контракт на 3 года с ЦСКА (София). Первый гол за команду забил 20 сентября 2009 года в дерби с «Левски» (2:0).
Летом 2013 года Костадин подписал контракт с клубом «Берое» на 2 года. Сыграл три игры, получил травму, спустя полгода ушёл из клуба. Лишь в сентябре 2015 года он, вместе с полузащитником Иваном Стояновым, подписал контракт с клубом «Верея». Не сыграв за команду ни одной игры, в июле 2016 года перебрался в «Ботев». Уже 24 августа, сыграв всего 3 игры, Стоянов расторг контракт с клубом и до конца сезона играл в Третьей любительской футбольной лиге за резервный состав «Вереи». В июне 2017 года подписал контракт с «Созополом» из Второй лиги.

### Сборная
В июне 2007 года защитник принял участие в Чемпионате Европы по футболу среди любителей — Кубке регионов УЕФА в Болгарии. Стоянов сыграл в финале турнира, в котором Болгария проиграла матч Польше 1:2. 2 октября 2009 года Стоянов был вызван Станимиром Стоиловым в национальную сборную на матчи против Кипра и Грузии.

## Достижения
- Серебряный призёр Кубка регионов УЕФА: 2007
- Обладатель Суперкубка Болгарии (1): 2011
- Обладатель Кубка Болгарии (1): 2011